# Erotides schneideri
Erotides schneideri es una especie de escarabajo perteneciente al género de Erotides perteneciente a la familia de los lícidos. Es un escarabajo distribuido en el Paleártico Occidental. Es de color naranja con una mancha oscura en medio del pronoto. Ese color naranja lo distingue de otras especies europeas, y se parece a algunas especies Helcophorus existentes del Himalaya.

## Hábitos
E. schneideri es una de las especies que se distribuyen sin la presencia de parientes o co-imímicos en pequeños hábitats que corresponden con refugios del Pleistoceno y el Holoceno. Estas poblaciones pequeñas limitan el número de encuentros entre los escarabajos alados y sus depredadores. Otra barrera para la evolución continua de los patrones miméticos es la ausencia de lícidos en los ecosistemas durante la mayor parte del año porque los adultos tienen una vida corta. Los lícidos de alas rojas aparecen en primavera y son seguidos por especies negras/rojas a mediados del verano, pero rara vez se encuentran más de dos especies en un solo lugar durante el año.
E. schneideri es de color naranja brillante y se encuentra en simpatría con el B. arnoldii en Azerbaiyán y el norte de Irán.